# Chamberino, Novi Meksiko
Chamberino je popisom određeno mjesto u okrugu Doña Ani u američkoj saveznoj državi Novom Meksiku. 
Prema popisu stanovništva SAD 2010., imao je 919 stanovnika.

## Povijest
Poštanski ured uspostavljen je 1880, godine. Ugašen je dvije godine poslije i ponovo otvoren 1893. te postoji sve do danas.

## Zemljopis
Zemljopisni položaj je 32°2′24″N 106°41′8″W / 32.04000°N 106.68556°W (32.0363663, -106.6776252). Prema Uredu SAD-a za popis stanovništva, zauzima 7,92 km2 površine, sve suhozemne.

## Stanovništvo
Prema podatcima popisa 2010. ovdje je bilo 919 stanovnika, 298 kućanstava od čega 241 obiteljsko, a stanovništvo po rasi bili su 73,7% bijelci, 0,1% "crnci ili afroamerikanci", 1,0% "američki Indijanci i aljaskanski domorodci", 0,3% Azijci, 0,0% "domorodački Havajci i ostali tihooceanski otočani", 22,5% ostalih rasa, 2,4% dviju ili više rasa. Hispanoamerikanaca i Latinoamerikanaca svih rasa bilo je 93,0%.

## Poznate osobe
- J. Paul Taylor, novomeksički zakonodavac i prosvjetar, rodio se u Chamberinu[6]